# Magy
Magy község Szabolcs-Szatmár-Bereg vármegyében, a Baktalórántházai járásban.

## Fekvése
Baktalórántházától bő tíz kilométerre délnyugatra helyezkedik el, Levelek déli szomszédjában. További, közvetlenül határos települések még: kelet felől Ófehértó, dél felől Pócspetri, délnyugat felől Kállósemjén, északnyugat felől pedig Apagy. Északkeleti irányban a legközelebbi település Besenyőd, de a közigazgatási területeik nem érintkeznek.
Hozzá tartozik a központjától különálló, alig néhány házból álló, Kauzsaytelep nevű falurész, mely a mai M3-as autópálya-pihenő közelében fekszik, attól pár száz méterre délkeletre.

### Megközelítése
Központja csak közúton érhető el, a 41-es főút leveleki szakaszát Kállósemjénnel összekötő 4926-os úton; ugyanez az út vezet keresztül Kauzsaytelepen is. A többi környező településsel nincs közvetlen közúti kapcsolata.
Áthalad a közigazgatási határai között az M3-as autópálya is, sőt a sztrádának pihenőhelye is van a falu területén, de közúti kapcsolat, fel- vagy lehajtási lehetőség nincs a község határain belül.
A település belső területei közösségi közlekedéssel a Volánbusz által üzemeltetett 4215-ös busszal közelíthetőek meg.
A hazai vasútvonalak közül a MÁV 116-os számú Nyíregyháza–Vásárosnamény-vasútvonala érinti, melynek egy megállási pontja van a határai között: Levelek-Magy megállóhely az északkeleti határszéle közelében helyezkedik el, a két névadó települést összekötő út mentén, Magy központjától mintegy másfél kilométerre, Levelekhez jóval közelebb, majdnem közvetlenül a legdélebbi házai mellett.

## Története

### Középkor
Magy nevét az oklevelek 1435-ben említették először Magh et Omagh néven.
Egy 1476-os oklevélben pedig "Pred. Omagh in vicinate possessionis Mag" formában szerepelt neve, tehát Ómagyekkor már csak puszta volt.
Az 1400-as évek közepe táján a Magyi család birtoka volt.

### Újkor
A 18. század második felében több családnak volt itt részbirtoka: így az Ibrányi, Irinyi, Klobusiczky,
Molnár, Szegedy, Niczky, Péchy és Somogyi családok birtoka.

### 20. század
A 20. század elején a Molnár, Ágoston, Mandel Euárd és a Kauzsay család örököseié.

### 21. század
2020-ban arról jelentek meg riportok, hogy a településhez tartozó Kauzsaytanyán élő fantom lakók (csak papíron ott élő emberek) szavaztak az előző évi önkormányzati választáson, továbbá rájuk is igényelt és kapott állami támogatásokat az önkormányzat.

## Közélete

### Polgármesterei
- 1990–1994: Málik Zoltán (MDF)[5]
- 1994–1998: Málik Zoltán (MDF)[6]
- 1998–2002: Málik Zoltán (MDF)[7]
- 2002–2006: Czirják István (független)[8]
- 2006–2010: Czirják István (független)[9]
- 2010–2014: Czirják István (független)[10]
- 2014–2019: Czirják István (független)[11]
- 2019–2024: Czirják István (független)[12]
- 2024– : Czirják István (független)[1]

## Népesség
A település népességének változása:
| Lakosok száma | 922  | 891  | 889  | 838  | 846  | 848  | 851  |
|               | 2013 | 2014 | 2015 | 2021 | 2022 | 2023 | 2024 |

2001-ben a település lakosságának 96%-a magyar, 4%-a cigány nemzetiségűnek vallotta magát.
A 2011-es népszámlálás során a lakosok 96,8%-a magyarnak, 7,9% cigánynak, 0,2% németnek mondta magát (3,1% nem nyilatkozott; a kettős identitások miatt a végösszeg nagyobb lehet 100%-nál). A vallási megoszlás a következő volt: római katolikus 37,6%, református 13,1%, görögkatolikus 28%, evangélikus 1%, felekezeten kívüli 8,5% (9,6% nem válaszolt).
2022-ben a lakosság 93,7%-a vallotta magát magyarnak, 4% cigánynak, 0,5% németnek, 0,2% ukránnak, 0,1% bolgárnak, 1,2% egyéb, nem hazai nemzetiségűnek (6,1% nem nyilatkozott; a kettős identitások miatt a végösszeg nagyobb lehet 100%-nál). Vallásuk szerint 32,4% volt római katolikus, 17,3% református, 22,6% görög katolikus, 3,2% egyéb keresztény, 0,6% evangélikus, 4,6% felekezeten kívüli (18,4% nem válaszolt).

## Nevezetességei
- Mohos-tó - a település határában található.